# Justicia platyphylla
Justicia platyphylla är en akantusväxtart som beskrevs av Spencer Le Marchant Moore. Justicia platyphylla ingår i släktet Justicia och familjen akantusväxter. Inga underarter finns listade i Catalogue of Life.